# دوخت پاره
دوختِ پاره (انگلیسی: Sew Torn) فیلمی جنایی و مهیج محصول سال ۲۰۲۴ به نویسندگی، کارگردانی و تدوین فِرِدی مک‌دونالد است. در این فیلم که محصول مشترک آمریکا و سوئیس است و بر اساس فیلمی کوتاه به همین نام ساخته شده، ایو کانولی نقش خیاطی را بازی می‌کند که در آستانه ورشکستگی است. این فیلم داستان چگونگی برخورد او با یک معامله مواد مخدر و چگونگی انتخاب‌هایش در صحنه جرم که منجر به نتایج کاملاً متفاوتی در طول مسیر می‌شود را روایت می‌کند. فیلم «دوختن پاره» در مارس ۲۰۲۴ برای اولین بار در جشنواره فیلم جنوب از جنوب غربی به نمایش درآمد.

## داستان
باربارا داگن خیاطی است که برای سرپا نگه داشتن مغازه پارچه‌فروشی‌اش تلاش می‌کند. پس از اینکه یک قرار خیاطی ناموفق او را وادار به پیدا کردن جایگزین برای دکمه گمشده مشتری‌اش می‌کند، به طور غیرمنتظره‌ای با یک معامله مواد مخدر مواجه می‌شود. دوگن در مواجهه با دو موتورسوارِ به زمین افتاده، کاملاً آشفته و پریشان می‌شود. او مجبور است بین سه گزینه یکی را انتخاب کند: ارتکاب جرم بی‌نقص، تماس با پلیس یا فرار از آنجا.
روایت، پیامدهای هر سه تصمیم و رویارویی‌های مرگبار ناشی از هر یک از آنها را نشان می‌دهد.

## بازیگران
- ایو کانلی در نقش باربارا
- کلم ورذی در نقش جاشوا
- جان لینچ در نقش هادسون
- کی کالان در نقش خانم انگل
- ران کوک در نقش اسکار
- توماس داگلاس در نقش بک
- کارولین گودال در نقش گریس
- ورنر بیرمیر در نقش ملوین
- ورونیکا هرن ونگر در نقش رزی
- پترا رایت در نقش مامان باربارا جوان

## تاریخ تولید و انتشار
این فیلم توسط فردی مک‌دونالد کارگردانی و تدوین شده است، که فیلمنامه را نیز به همراه پدرش فرد مک‌دونالد نوشته است. «دوخت پاره» اولین فیلم بلند این کارگردان است و بر اساس فیلم کوتاه شش دقیقه‌ای او با همین نام در سال ۲۰۱۹ ساخته شده است. این فیلم بخشی از پذیرش موفقیت‌آمیز او در انستیتوی فیلم آمریکا بود و مک‌دونالد را به جوان‌ترین عضو کارگردانی که تاکنون در هنرستان پذیرفته شده است، تبدیل کرد. مک‌دونالد با فیلم پایان‌نامه‌اش با عنوان «فرشتگان در حال نزول» که برای موسسه فیلم آمریکا (AFI) ساخته بود، در سال ۲۰۲۲ برنده جایزه اسکار دانشجویی شد. فیلم کوتاه «دوخت پاره» توسط پیتر اسپیرز تهیه‌کنندگی اجرایی شد، توسط سرچ‌لایت پیکچرز خریداری شد و پس از اکران سراسری در سینماهای ایالات متحده، واجد شرایط دریافت جایزه اسکار شد.
مک‌دونالد که از طرفداران پروپاقرص آثار برادران کوئن بود، فیلم کوتاه را به جوئل کوئن نشان داد و جوئل کوئن به او توصیه کرد که آن را به یک فیلم بلند مستقل تبدیل کند. فرد پدر مک‌دونالد که تهیه‌کننده تمام فیلم‌های کوتاه پسرش بود، سپس به دنبال راه‌هایی برای جمع‌آوری مستقل بودجه شد  بری نویدی تهیه‌کننده‌ی فیلم‌های وایلد سالومه با بازی آل پاچینو و «سه روز روی بال جنون» با بازی جانی دپ در پروژه‌های قبلی با مک‌دونالد همکاری داشته و به عنوان تهیه‌کننده در شرکت او، «بری نویدی پروداکشنز»، حضور داشته است. متعاقباً فیلمسازانی از جمله دیامانتیس زاویتسانوس و سوکراتیس زاویتسانوس به عنوان تهیه‌کننده به جمع‌آوری مبلغ قابل توجهی کمک کردند. این دو برادر دوقلو یک بار در سال ۲۰۱۷ در جشنواره بین‌المللی فیلم هارتلند با مک‌دونالد رقابت کرده بودند و با فیلم کوتاه خود، «دو از پنج میلیون» ، برنده این جشنواره شدند و از آن زمان به بعد با هم همکاری داشته‌اند.
فیلم «دوخت پاره» اولین نمایش جهانی خود را در جشنواره فیلم جنوب از جنوب غربی در ۱۱ مارس ۲۰۲۴ در استین، تگزاس تجربه کرد. این فیلم در ۹ مه ۲۰۲۵ در ایالات متحده منتشر شد.